# Fiat New 500
O Fiat New 500 (projeto 332), também conhecido como Fiat 500e, é um carro elétrico a bateria do fabricante italiano Fiat. O citadino New 500 é fabricado na fábrica de Mirafiori em Turim e é vendido junto com o Fiat 500 (2007) com motor convencional, que continua a ser fabricado em Tychy, na Polônia. Estava programado para ser lançado no Salão do Automóvel de Genebra, mas o evento foi cancelado devido à pandemia de COVID-19. Foi revelado em 4 de março de 2020 em Milão.
O New 500 tem uma autonomia de 320 km no teste combinado WLTP europeu e atinge 400 km no ciclo urbano desse teste, o que é geralmente favorável aos veículos elétricos. O carro é movido por um motor elétrico de 87 kW (117 cv), alimentado por uma bateria de íon de lítio de 42 kWh.
No Brasil, o Fiat 500e é vendido importado da Itália desde agosto de 2021.

## Visão geral
Sergio Marchionne pediu que a FCA se voltasse para automóveis elétricos e híbridos a partir de 2018, incluindo um 500 elétrico totalmente novo até 2020. Anteriormente, a FCA havia montado o 500e, um BEV derivado do Fiat 500 de 2007, mas limitado apenas ao mercado dos Estados Unidos, em sua fábrica de montagem de carros em Toluca, no México, de dezembro de 2012 a junho de 2019. A FCA mostrou o conceito Fiat Centoventi no Salão do Automóvel de Genebra em março de 2019; o conceito Centoventi antecipou o que a indústria automotiva acreditava ser uma futura versão BEV do Fiat Panda, que por sua vez deveria formar a base para o próximo Fiat 500 elétrico. O conceito Centoventi apresentou um conceito de bateria modular, permitindo uma autonomia estendida usando baterias instaladas pelo revendedor.
Em julho de 2019, a FCA anunciou planos de investir € 700 milhões em sua fábrica de Mirafiori para construir uma nova linha de produção dedicada ao seu primeiro BEV comercializado na Europa, provisoriamente chamado de 500 BEV, com produção para começar no segundo trimestre de 2020. A nova linha foi planejada para ter uma capacidade de produção anual de 80.000 500 BEV. A FCA investiu outros € 50 milhões para construir uma linha de produção de baterias em Mirafiori em outubro de 2019. Protótipos camuflados do 500 BEV foram fotografados durante os testes em dezembro de 2019.
A revelação pública em meio à pandemia da COVID-19 em 4 de março de 2020, previamente agendada para Genebra, foi liderada pelo Diretor de Marketing da FCA, Olivier François, que disse que eles realizaram o evento em Milão "para mostrar que a FCA está próxima de Milão e da Itália". O Novo 500 fica em uma plataforma totalmente nova e é um pouco maior do que seu antecessor de 2007. Comparado ao 500 anterior, o New 500 é 6 cm mais longo, 6 cm mais largo e 4 cm mais alto, com um aumento de 2 cm na distância entre eixos. O 500 mais antigo é equipado com um motor de combustão interna ou um trem de força híbrido leve e permanecerá à venda.